# У рік тринадцяти місяців
«У рік тринадцяти місяців» (нім. In einem Jahr mit 13 Monden) — кінофільм режисера Райнера Вернера Фассбіндера, що вийшов на екрани в 1978 році.

## Сюжет
Фільм розповідає про кілька днів з життя Ельвіри Вайсхаупт, жінки, яка була колись чоловіком на ім'я Ервін. Вона страждає, бо від неї пішов її співмешканець Крістоф. Вона відчуває пустоту в житті і бажання бути коханою. Колишня дружина Ервіна Ірена не хоче, щоб він повертався до неї і їхньої дочки Марії-Анни. Нещодавнє інтерв'ю змушує Ельвіру шукати зустрічі з бізнесменом Антоном Зайцем, заради якого вона і змінила стать, проте він навіть не пам'ятає її.

## В ролях
- Фолькер Шпенглер — Ервін / Ельвіра Вайсхаупт
- Інгрід Кавен — Руда Цора
- Готфрід Йон — Антон Зайц
- Елізабет Тріссенар — Ірена
- Єва Маттес — Марія-Анна
- Гюнтер Кауфманн — Смолік, шофер
- Ліло Пемпайт — сестра Гудрун
- Ізольда Барт — Сибілла
- Герхард Цверенц — Бургхард Хауер, письменник
- Карл Шейдт — Крістоф Хаккер